# Jetzendorf

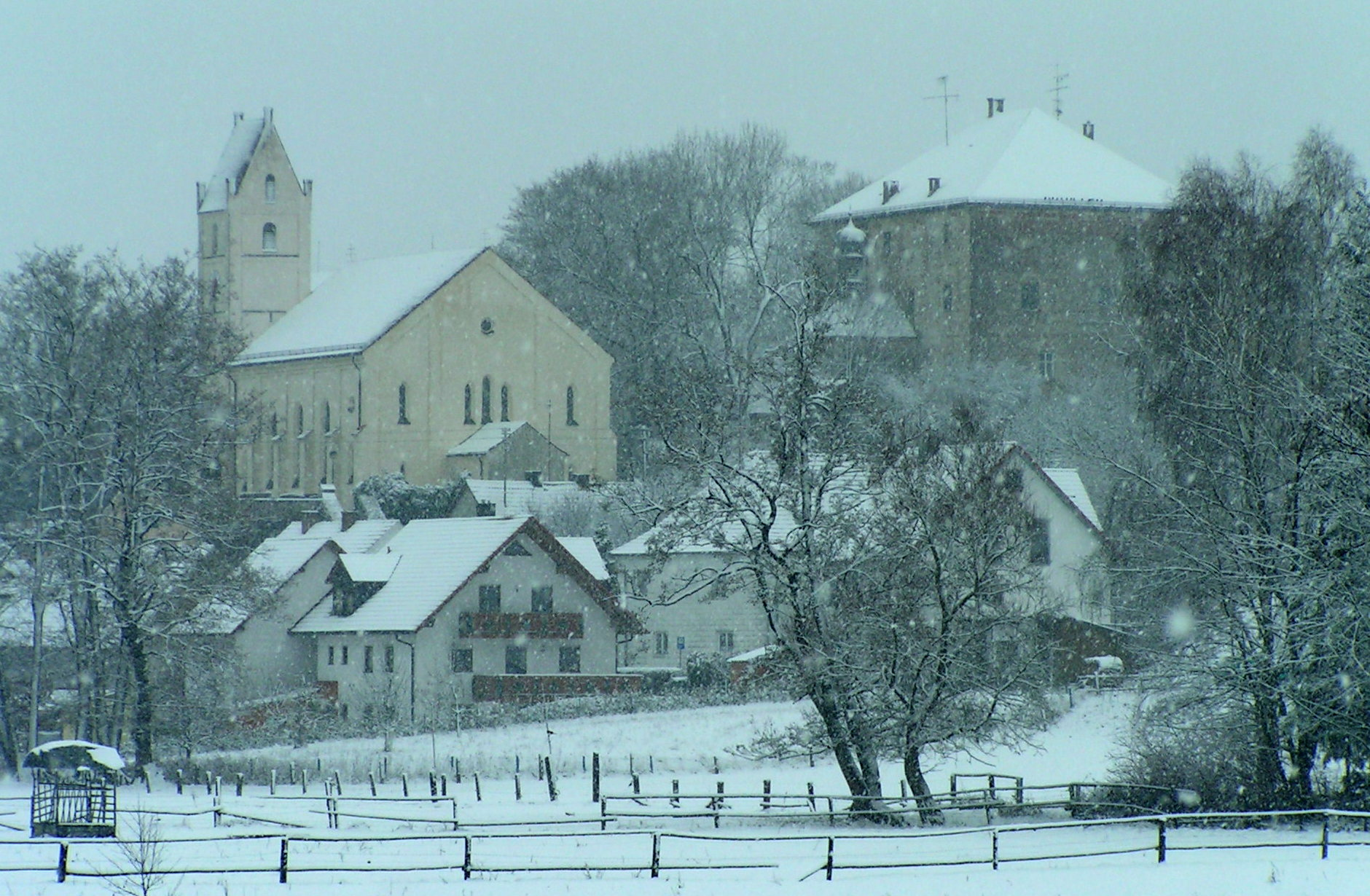
Jetzendorf: Schloss und Kirche

Panorama von Jetzendorf an der Ilm (Landkreis Pfaffenhofen an der Ilm) – Ansicht von Nordwesten über Priel auf Jetzendorf

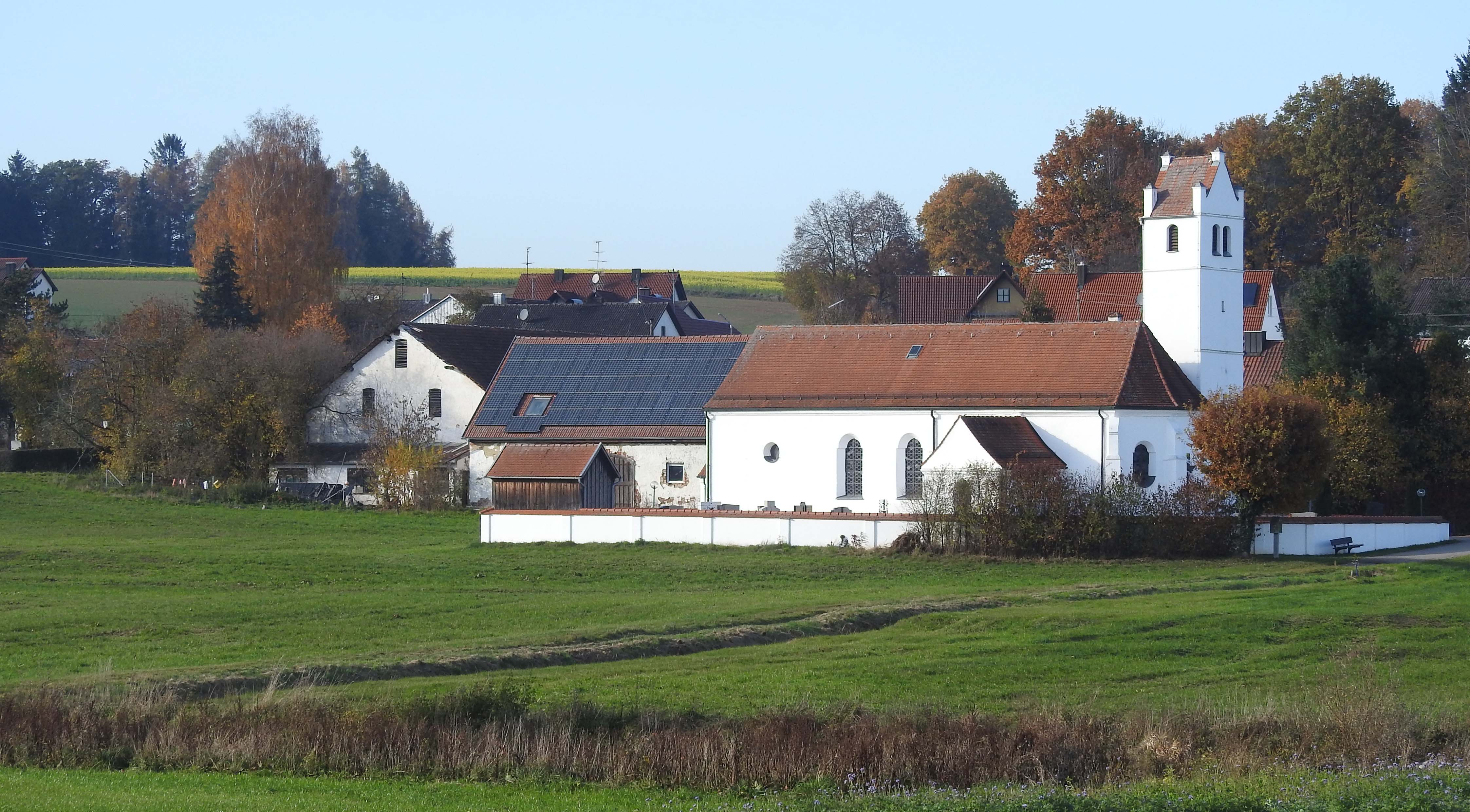
Volkersdorf

Jetzendorf ist eine Gemeinde im Südwesten des Landkreises Pfaffenhofen an der Ilm im Regierungsbezirk Oberbayern.

## Geografie

### Lage
Der namengebende Hauptort Jetzendorf liegt im Tal der oberen Ilm an den beidseitigen Hängen und in der Flussaue, die Gemarkung erstreckt sich besonders im Norden weit über das umgebende Hügelland. Der Naturraum gehört zum südbayerischen Tertiärhügelland.

### Gemeindeteile
Es gibt 28 Gemeindeteile (in Klammern ist der Siedlungstyp angegeben):
- Badershausen (Dorf)
- Brunnhof (Einöde)
- Eck (Dorf)
- Frechmühle (Einöde)
- Grubhof (Einöde)
- Grünthal (Einöde)
- Habertshausen (Dorf)
- Happertshofen (Einöde)
- Hirschenhausen (Pfarrdorf)
- Jetzendorf (Pfarrdorf)
- Kaltenberg (Einöde)
- Kemmoden (Kirchdorf)
- Kolmhof (Einöde)
- Kreithof (Einöde)
- Kremshof (Einöde)
- Lampertshausen (Kirchdorf)
- Lindhof (Weiler)
- Lueg (Einöde)
- Oberstark (Einöde)
- Priel (Dorf)
- Saxau (Einöde)
- Schernberg (Einöde)
- Thalhof (Einöde)
- Thann (Weiler)
- Unterstark (Einöde)
- Volkersdorf (Kirchdorf)
- Weiherhaus (Einöde)
- Weingarten (Einöde)

## Geschichte
Die erste urkundliche Erwähnung erfolgte im Jahre 893. Im Mittelalter war Jetzendorf eine Hofmark mit häufiger wechselnden Herren, mit der auch der Nachbarort Volkersdorf von 1345 bis 1848 verbunden war.  Die Familie Zillenhart besaß die Hofmark von 1520 bis 1572. Das Epitaph des Seyfried von Zillnhart (gestorben 1572) hat sich in der Pfarrkirche erhalten. Seit 1812 stammen die Herren von Schloss Jetzendorf aus der Familie Keßling-Freyberg. Auch Hirschenhausen gelangte damals in den Besitz der Freyberg. Die Gebäude des heutigen Schlosses datieren auf mehrere Bauabschnitte im 16. bis 19. Jahrhundert.
Das Denkmal zur Erinnerung an den Flugzeugabschuss über Jetzendorf erinnert an den Flugzeugabsturz der B-17G der US Air Forces am 14. April 1944.

### Eingemeindungen
Im Zuge der Gebietsreform in Bayern wurde am 1. Januar 1971 die Gemeinde Volkersdorf eingegliedert. Am 1. April 1971 kamen Kemmoden und Habertshausen aus der aufgelösten Gemeinde Triefing hinzu, deren weitere Gemeindeteile kamen zur Gemeinde Scheyern. Die Gemeinde Hirschenhausen folgte am 1. Januar 1975. Gebietsteile der aufgelösten Gemeinde Steinkirchen mit Lampertshausen und Frechmühle kamen am 1. April 1975 hinzu. 1979 wurde der Gemeindeteil Kaltenberg aus Gerolsbach nach Jetzendorf umgegliedert.

### Einwohnerentwicklung
Zwischen 1988 und 2018 wuchs die Gemeinde von 2293 auf 3106 um 813 Einwohner bzw. um 35,5 %.

## Politik

### Bürgermeister und Gemeinderat
Berufsmäßiger Erster Bürgermeister ist Tobias Endres (Parteiunabhängige Wählergruppe). Er ist seit 11. Juni 2024 im Amt. Er wurde am 9. Juni 2024 mit 74,0 % gewählt.
Sein Vorgänger ab 2014 war Manfred Betzin (CSU). Dessen Vorgänger waren seit 1990 Richard Schnell und davor Josef Wallner (alle CSU).
| Partei / Liste                   | Wahl 2020 | Wahl 2020 |
| Partei / Liste                   | %         | Sitze     |
| -------------------------------- | --------- | --------- |
| Parteiunabhängige                | 33,86     | 5         |
| CSU                              | 31,92     | 5         |
| Grüne                            | 13,67     | 2         |
| SPD                              | 10,51     | 2         |
| Wählervereinigung Lampertshausen | 10,04     | 2         |
| Gesamt                           | 100       | 16        |
| Wahlbeteiligung                  | 70,61 %   | 70,61 %   |

Durch den Anstieg der Einwohnerzahl auf über 3000 waren bei der Gemeinderatswahl 2020 16 statt bisher 14 Mitglieder zu wählen. SPD und Wählervereinigung Lampertshausen errangen jeweils einen Sitz dazu, die Grünen sind neu im Gemeinderat; die Liste Freie Bürger trat nicht mehr an. Die Wahlbeteiligung lag bei 70,61 %.

### Wappen
| Wappen der Gemeinde Jetzendorf | Blasonierung: „Gespalten; vorne in Rot ein rechts gewendeter, schwarz bewehrter Steinbockrumpf; hinten geteilt von Silber und Blau, unten drei, zwei zu eins gestellte, goldene Kugeln.“ |
| Wappen der Gemeinde Jetzendorf | Wappenbegründung: Das Gemeindewappen verbindet die Wappen zweier Adelsfamilien, die in der Geschichte des Gemeindegebiets eine bedeutende Rolle spielten. Die Gemeinde Jetzendorf erhielt in der Gebietsreform durch Eingliederung der Gemeinden Volkersdorf (1971) und Hirschenhausen (1975) und Teilen der ehemaligen Gemeinden Steinkirchen und Triefling ihre heutige Gestalt. Jetzendorf war früher eine Hofmark, mit der Volkersdorf von 1345 bis 1848 verbunden war. Der silberne Steinbockrumpf im roten Feld ist aus dem Wappen der Familie Zillenhart übernommen, die von 1520 bis 1572 die Hofmark besaß. Das Epitaph des Seyfried von Zillnhart (gestorben 1572) hat sich in der Pfarrkirche erhalten. Das hintere Feld mit der Teilung von Silber und Blau und den drei goldenen Kugeln unten geht zurück auf die Familie von Freyberg-Eisenberg, die sich 1812 in Jetzendorf niederließ. Auch Hirschenhausen gelangte in den Besitz der Freyberg. Dieses Wappen wird seit 1978 geführt. |

## Wirtschaft
Im Jahr 1923 wurde von Lorenz Wagner die Schuhfirma LOWA gegründet, die bis heute ihren Sitz in Jetzendorf hat.

## Kultur

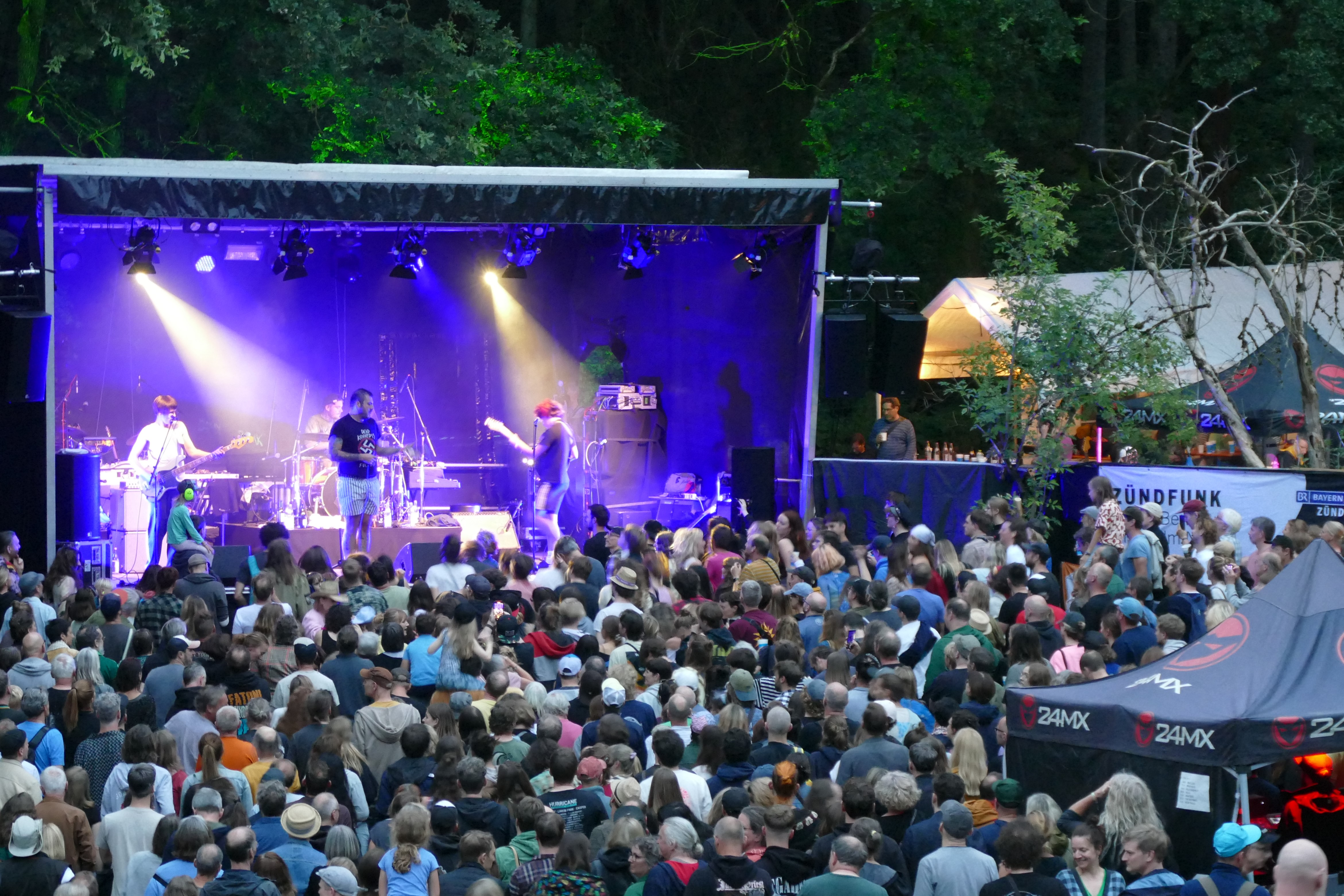
Salò auf der Bühne des Puch Open Air 2024

Seit 1991 findet das 1989 im nahen Puch gegründete Puch Open Air in Lueg statt. Das Independent-Festival ist vor allem für seine familiäre Atmosphäre bekannt. Es hat meist zwischen 1000 und 2000 Besucher, darunter zahlreiche Stammgäste. Die Organisatoren haben sich bewusst dafür entschieden, das Festival bei dieser Größe zu halten. Das Puch Open Air wird durch den Festivalfonds der Kulturstaatsministerin gefördert.

## Söhne und Töchter der Gemeinde
- Heinrich von Mendel-Steinfels (1849–1902), preußischer Landesökonomierat und Mitglied des preußischen Abgeordnetenhauses
- Karl von Freyberg (1866–1940), erster bayerischer Landwirtschaftsminister nach der Münchner Räterepublik
- Michael Buchberger (1874–1961), von 1927 bis 1961 Bischof von Regensburg
- Heinrich Dannenbauer (1897–1961), Historiker
- Georg Schuster (1921–2011), Stadtpfarrer von Pasing und Initiator zur Wiedererrichtung der Pasinger Mariensäule